# Août 1918

## Événements
- Chagall prend la direction de l'école de peinture de Vitebsk.
- Fin août, les Britanniques débarquent à Bakou, mais la ville est prise par Nouri Pacha le 16 septembre.

- 3 août : le gouvernement Chinois décide l'envoi d'un corps expéditionnaire à Vladivostok avec l'accord des Alliés.
  - Conflit armé entre le Tibet et la Chine. Une trêve est conclue en septembre avec l'aide des Britanniques. Des efforts sont entrepris pour arriver à un accord, mais ils ne donnent pas de résultats.

- 5 août - 9 août  : 
  - Paris est bombardée par les Pariser Kanonen (et non la Grosse Bertha).

- 8 août : 
  - offensive alliée en Picardie (fin le 11 novembre). Bataille d'Amiens. Victoire des alliés sur la Somme.
  - Léon Trotski et l'Armée rouge s'emparent de Kazan qui était aux mains des troupes blanches.

- 13-15 août 1918 : dernière conférence germano-austro-hongroise, à Spa.

- 17 août : 
  - ligne postale entre Paris et Saint-Nazaire;
  - inauguration du service postal militaire régulier entre Paris et Londres.

- 20 août : Mustapha Kemal prend la tête de l'armée turque sur le front de Palestine.

- 27 août : signature à Berlin d'un accord commercial entre le Reich et la Russie bolchevique.

- 30 août : Tentative d'assassinat sur Lénine par la socialiste-révolutionnaire Fanny Kaplan. Lénine est grièvement blessé.

## Naissances
- 17 août : Ike Quebec, saxophoniste de jazz américain († 16 janvier 1963).
- 18 août : Robert Aldrich, producteur et réalisateur américain († 5 décembre 1983).
- 19 août : Julijan Knežević, orthodoxe higoumène († 16 juillet 2001)
- 20 août : Sarbini Sumawinata, économiste indonésien. († 13 mars 2007).
- 22 août : Martin Pope, chimiste américain († 28 mars 2022).
- 24 août : Avery Dulles, cardinal américain, professeur émérite († 12 décembre 2008).
- 25 août : Leonard Bernstein, compositeur, pianiste et chef d'orchestre américain († 14 octobre 1990).
- 26 août : Ripsimé Djanpoladian, archéologue et épigraphiste arménienne († 25 août 2004).

## Décès
- 10 août : Jean Brillant, militaire récipiendaire de la Croix de Victoria à titre posthume (° 15 mars 1890).
- 24 août : Henriette Moriamé, résistante française lors de la Première Guerre mondiale (° 22 mars 1881)